# Crazy Frog Presents Crazy Hits
Crazy Frog Presents Crazy Hits è il primo album in studio del personaggio Crazy Frog, pubblicato nel 2005.
Si tratta di una raccolta di canzoni mixate con le suonerie di Crazy Frog.

## Tracce
Edizione principale
1. Intro - 1:02
2. Axel F - 2:54
3. Popcorn - 3:12
4. Whoomp! (There It Is) – 2:52
5. 1001 Nights (UK e Australia)  – 2:55
6. Bailando (UK) - 3:00
7. We Like to Party (U.S. e Australia) - 3:27
8. Don't You Want Me (UK e Australia)  – 2:57
9. Dirty Frog (UK e Australia) – 3:35
10. Magic Melody (UK e Australia)– 3:15
11. Pump Up the Jam – 3:09
12. In The 80's – 3:32
13. Get Ready for This (U.S. e Australia) – 3:05
14. Pinocchio (UK) - 2:58
15. Wonderland (UK e Australia) – 3:31
16. Dallas (Theme) (UK e Australia) – 3:15
17. Who Let the Frog Out? (U.S. e Australia)  – 2:58
18. I Like to Move It (U.S. e Australia)
19. The Pink Panther (UK) - 2:35
20. Crazy Sounds (Acapella) - 3:08
21. Hip Hop Hooray (U.S.)
22. Y.M.C.A. (U.S.)
23. Axel F (Video)
24. Popcorn (Video) (UK e Australia)
25. Whoomp! (There It Is) (Video) (Australia)
26. Enhanced Section (With Screensaver, Wallpaper, Photos & Game) (UK e Australia)

## Classifiche
| Classifica (2005) | Posizione raggiunta |
| ----------------- | ------------------- |
| Australia         | 22                  |
| Austria           | 2                   |
| Belgio (Fiandre)  | 2                   |
| Belgio (Vallonia) | 2                   |
| Danimarca         | 2                   |
| Paesi Bassi       | 72                  |
| Francia           | 4                   |
| Finlandia         | 1                   |
| Germania          | 6                   |
| Irlanda           | 13                  |
| Italia            | 13                  |
| Nuova Zelanda     | 1                   |
| Norvegia          | 16                  |
| Polonia           | 1                   |
| Portogallo        | 2                   |
| Svezia            | 6                   |
| Svizzera          | 4                   |
| Regno Unito       | 5                   |
| Stati Uniti       | 19                  |